# Laodika (żona Mitrydatesa III)
Laodika (gr. Λαοδίκη, Laodíkē) – księżniczka syryjska z dynastii Seleucydów i królowa Pontu poprzez małżeństwo z Mitrydatesem III.
Pochodzenie Laodiki jest w najlepszym przypadku niepewne - miała być ona córką króla Syrii Antiocha IV Epifanesa i podobnie jak jej brat Aleksander Balas pochodzącą z nieślubnego związku króla. Po raz pierwszy pojawiła się w Rzymie wraz ze swoim bratem Aleksandrem w 153 p.n.e., gdzie oboje zostali uznani za dzieci Antiocha IV Tam też Laodika poślubiła swojego kuzyna Mitrydatesa III, króla Pontu. Antioch IV Epifanes miał poza Laodiką dwie inne córki - Laodikę VI ze związku małżeńskiego z jego siostrą-żoną Laodiką IV i nieślubną Antiochis ze związku z antiocheńską kochanką. Być może mylono ze sobą Laodikę i Laodikę VI.
Laodika urodziła Mitrydatesowi III troje dzieci:
- Mitrydatesa IV Filopatora Filadelfosa[5] (zm. 150 p.n.e.), króla Pontu
- Farnakesa I[6] (ur. 185 p.n.e.  – zm. 159 p.n.e., króla Pontu
- Laodikę[5], żonę swojego brata Mitrydatesa IV